# TFF 3. Lig 2018/19
Die TFF 3. Lig 2018/19 war die 18. Spielzeit der vierthöchsten türkischen Spielklasse im Fußball der Männer. Sie startete am 1. September 2018 mit dem 1. Spieltag und endete am 24. Mai 2019 mit den Play-off-Spielen zwischen den Zweit- bis Fünftplatzierten aller drei Gruppen.

## Austragungsmodus
Ursprünglich sollte in der Saison 2018/19 die TFF 3. Lig wie die Vorsaison in drei Gruppen mit je 18 Mannschaften unterteilt werden. Nachdem der der Drittligaabsteiger und damit Liganeuling Mersin İdman Yurdu unplanmäßig auf Direktive der FIFA im Sommer 2018 den Zwangsabstieg in die nächsttiefere Liga antreten musste, reduzierte sich die Gesamtmannschaftszahl auf 53. Damit spielten diese 53 Mannschaften in zwei Gruppen mit jeweils 18 Mannschaften und in einer Gruppe mit 17 Mannschaften um den Aufstieg in die TFF 2. Lig bzw. gegen den Abstieg in die regionale Amateurliga. Die Einteilung der Liga wurde nicht regionalspezifisch durchgeführt. In der ersten Etappe, der normalen Ligaphase, stiegen alle Erstplatzierten direkt in die TFF 2. Lig auf, während die drei letztplatzierten Teams der Gruppen mit 18 Mannschaften in die Bölgesel Amatör Lig abstiegen. Die Einteilung der Mannschaften in die jeweiligen Gruppen wurde per Auslosung am 2. Juli 2018 im Orhan-Saka-Haus der Amateure (türkisch: Orhan Saka Amatörler Evi) im Istanbuler Stadtteil Sarıyer bestimmt. Die Auslosung des Spielplanes der Spielzeit wurde am 16. Juli 2018 an gleicher Stelle vorgenommen. Ferner wurde in der ersten Etappe, der normalen Ligaphase, auch ermittelt, welche Teams sich für die zweite Etappe, für die Playoff-Phase, qualifizieren. Die Zweit- bis Fünftplatzierten aller Gruppen qualifizierten sich für die Playoffs.
In der Playoff-Phase wurden die letzten drei Aufsteiger per K.-o.-System bestimmt. Dabei wurde für jede Gruppe eine separate Playoff-Runde durchgeführt. In jeder dieser Playoff-Runden wurde jeweils ein Aufsteiger ausgespielt. Die Halbfinalbegegnungen wurden mit Hin- und Rückspiel entschieden und bildeten damit eine Regeländerung zur letzten Saison dar, in der die Halbfinalbegegnungen mit einer Begegnung in einer für alle teilnehmenden Mannschaften neutralen Stadt entschieden wurden. Die Playoff-Finalbegegnungen wurden hingegen wie letztes Jahr mit einer Partie entschieden und fanden in für alle teilnehmenden Mannschaften neutralen Städten statt.
Zum Saisonstart änderten mehrere Vereine ihren Namen. So wurde Erokspor in Esenler Erokspor, Yeni Altindağ Belediyespor in Altindağ Belediyespor, Bayburt Grup İl Özel İdare GS in Bayburt İl Özel İdare GS, 24 Erzincanspor in Anagold 24 Erzincanspor und Kocaeli Birlikspor in Körfez SK umbenannt.

## Teilnehmer
Zum Saisonbeginn kamen zu den von der vorherigen Saison verbliebenen 39 Mannschaften die sechs Absteiger Bucaspor, Karşıyaka SK, Körfez SK, Mersin İdman Yurdu, Nazilli Belediyespor, Silivrispor und die neun Aufsteiger Adıyaman 1954 SK, Alibeyköy SK, Artvin Hopaspor, Fatsa Belediyespor, Gebzespor, Kırşehir Belediyespor, Nevşehir Belediyespor, Serik Belediyespor, Şile Yıldızspor aus der Bölgesel Amatör Lig hinzu.

## Mannschaften 2018/19

### Gruppe 1
| Mannschaft                         | Stadt     | Gründung | In der Liga seit | Letzte Saison | Stadion                      | Kapazität |
| ---------------------------------- | --------- | -------- | ---------------- | ------------- | ---------------------------- | --------- |
| Artvin Hopaspor (Aufsteiger)       | Hopa      | 1961     | 2018             | 01. 2         | Hopa Şehir Stadyumu          | 3.200     |
| Batman Petrolspor                  | Batman    | 1960     | 2006             | 9.            | Batman 16 Mayıs Stadı        | 4.900     |
| Büyükçekmece Tepecikspor           | Istanbul  | 1988     | 2017             | 6.            | Tepecik Belediye Stadion     | 3.000     |
| Erbaaspor                          | Erbaa     | 1947     | 2016             | 8.            | Erbaa İlçe Stadı             | 3.000     |
| Ergene Velimeşe SK                 | Ergene    | 1979     | 2017             | 15.           | Velimeşe Çim Stadyumu        | 1.100     |
| Erzin Belediyespor                 | Erzin     | 1978     | 2014             | 14.           | Erzin İlçe Stadı             | 3.000     |
| Gebzespor (Aufsteiger)             | Gebze     | 1955     | 2018             | 01. 2         | Gebze Alaettin Kurt Stadyumu | 28.0000   |
| Hekimoğlu Trabzon                  | Trabzon   | 1986     | 2015             | 9.            | Yavuz-Selim-Stadion          | 1.820     |
| Karaköprü Belediyespor             | Şanlıurfa | 1992     | 2017             | 10.           | Faruk Çelik Spor Kompleksi   | 1.000     |
| Kozan Belediyespor                 | Kozan     | 1955     | 2015             | 12.           | Kozan İsmet Atlı Stadı       | 2.000     |
| Körfez SK (Absteiger)              | Körfez    | 1995     | 2018             | 017. 1        | Alparslan-Türkeş-Stadion     | 16.7500   |
| Nazilli Belediyespor (Absteiger)   | Nazilli   | 1967     | 2018             | 016. 1        | Nazilli Şehir Stadyumu       | 4.500     |
| Nevşehir Belediyespor (Aufsteiger) | Nevşehir  | 2011     | 2018             | 01. 2         | Nevşehir Gazi Stadyumu       | 7.503     |
| Silivrispor (Absteiger)            | Silivri   | 1957     | 2018             | 018. 1        | Silivri Stadı                | 3.000     |
| Şile Yıldızspor (Aufsteiger)       | Şile      | 1990     | 2018             | 01. 2         | Şile Şehir Stadyumu          | 0940      |
| Tire 1922 Spor                     | Tire      | ?        | 2014             | 4.            | Tire 4 Eylül Stadı           | 5.000     |
| Yomraspor                          | Yomra     | 1968     | 2016             | 13.           | Yomra İlçe Stadı             | 0850      |

| Artvin Hopaspor |

| Batman Petrolspor |

| Vereine in Istanbul: Büyükçekmece Tepecikspor Silivrispor Şile Yıldızspor |

| Erbaaspor |

| Ergene Velimeşe SK |

| Erzin Belediyespor |

| Gebzespor |

| Hekimoğlu Trabzon |

| Karaköprü Belediyespor |

| Kozan Belediyespor |

| Körfez SK |

| Nazilli Belediyespor |

| Nevşehir Belediyespor |

| Tire 1922 Spor |

| Yomraspor |

### Gruppe 2
| Mannschaft                         | Stadt        | Gründung | In der Liga seit | Letzte Saison | Stadion                      | Kapazität |
| ---------------------------------- | ------------ | -------- | ---------------- | ------------- | ---------------------------- | --------- |
| Adıyaman 1954 SK (Aufsteiger)      | Adıyaman     | ?        | 2018             | 01. 2         | Adıyaman Atatürk Stadyumu    | 8.596     |
| Alibeyköy SK (Aufsteiger)          | Istanbul     | 1946     | 2018             | 01. 2         | Alibeyköy Stadyumu           | 3.000     |
| Altindağ Belediyespor              | Ankara       | ?        | 2017             | 10.           | Altındağ Sentetik Saha       | 1.500     |
| Bergama Belediyespor               | Bergama      | 1970     | 2012             | 15.           | 14 Eylül Stadı               | 2.000     |
| Çatalcaspor                        | Çatalca      | 1942     | 2014             | 11.           | Çatalca Ziy Altınoğlu Stadı  | 6.150     |
| Düzcespor                          | Düzce        | 1984     | 2015             | 5.            | 18 Temmuz Stadyumu           | 5.000     |
| Elaziz Belediyespor                | Elazığ       | 2016     | 2016             | 5.            | Elazığ Atatürk Stadı         | 13.9230   |
| Esenler Erokspor                   | Istanbul     | 1959     | 2017             | 12.           | Esenler Stadyumu             | 16.5000   |
| Karşıyaka SK (Absteiger)           | Izmir        | 1912     | 2016             | 017. 1        | İzmir Atatürk Stadyumu       | 51.2950   |
| Kemerspor 2003                     | Kemer        | 2003     | 2009             | 3.            | Dr. Fehmi Öncel Stadı        | 12.3900   |
| Kırşehir Belediyespor (Aufsteiger) | Kırşehir     | 2017     | 2018             | 01. 2         | Kırşehir Merkez Ahi Stadyumu | 7.500     |
| Kızılcabölükspor                   | Kızılcabölük | 1982     | 2013             | 4.            | Tavas İlçe Stadı             | 0540      |
| Ofspor                             | Of           | 1968     | 2017             | 6.            | Of Stadyumu                  | 2.000     |
| Osmaniyespor FK                    | Osmaniye     | 2011     | 2017             | 15.           | 7 Ocak Stadyumu              | 6.635     |
| Pazarspor                          | Pazar        | 1973     | 2016             | 6.            | Alparslan-Türkeş-Stadion     | 16.7500   |
| Sultanbeyli Belediyespor           | Istanbul     | 1986     | 2015             | 3.            | Sultanbeyli Belediye Stadı   | 0200      |
| Van BB                             | Van          | 1982     | 2011             | 9.            | Van Atatürk Stadı            | 10.5000   |
| Yeni Orduspor                      | Ordu         | 1973     | 2017             | 7.            | Ordu 19 Eylül Stadı          | 11.0240   |

| Adıyaman 1954 SK |

| Vereine in Istanbul: Alibeyköy SK Çatalcaspor Esenler Erokspor Sultanbeyli Belediyespor |

| Bergama Belediyespor |

| Düzcespor |

| Elaziz Belediyespor |

| Karşıyaka SK |

| Kemerspor 2003 |

| Kırşehir Belediyespor |

| Kızılcabölükspor |

| Ofspor |

| Osmaniyespor FK |

| Pazarspor |

| Van BB |

| Altindağ Belediyespor |

| Yeni Orduspor |

### Gruppe 3
| Mannschaft                      | Stadt      | Gründung | In der Liga seit | Letzte Saison | Stadion                      | Kapazität |
| ------------------------------- | ---------- | -------- | ---------------- | ------------- | ---------------------------- | --------- |
| 1461 Trabzon                    | Trabzon    | 2008     | 2017             | 17.           | Ahmet Suat Özyazıcı Stadı    | 7.916     |
| Anagold 24 Erzincanspor         | Refahiye   | 1984     | 2012             | 5.            | Erzincan 13 Şubat Stadı      | 6.000     |
| Ankara Adliyespor               | Ankara     | 1993     | 2013             | 14.           | Hasan Doğan Stadı            | 10.0000   |
| Anadolu Bağcılar SK             | Istanbul   | 1953     | 2017             | 8.            | Beylerbeyi 75. Yıl Stadı     | 5.000     |
| Bayburt İl Özel İdare GS        | Bayburt    | 2009     | 2014             | 10.           | Bayburt Gençosman Stadı      | 5.000     |
| Bucaspor (Absteiger)            | Izmir      | 1928     | 2018             | 016. 1        | Buca Arena                   | 10.5000   |
| Cizrespor                       | Cizre      | 1972     | 2015             | 8.            | Cizre Ilçe Stadyumu          | 1.000     |
| Yeni Çorumspor                  | Çorum      | 1997     | 2012             | 7.            | Dr. Turhan Kılıçcıoğlu Stadı | 11.2630   |
| Diyarbekirspor                  | Diyarbakır | 2010     | 2013             | 3.            | Diyarbakır Atatürk Stadı     | 12.9630   |
| Fatsa Belediyespor (Aufsteiger) | Fatsa      | 1955     | 2018             | 01. 2         | Fatsa İlçe Stadyumu          | 3.000     |
| Gölcükspor                      | Gölcük     | 1984     | 2002             | 11.           | Şirinköy Stadı               | 5.000     |
| Halide Edip Adıvar SK           | Istanbul   | 2008     | 2016             | 7.            | Vefa Stadı                   | 6.500     |
| Karacabey Belediyespor          | Karacabey  | 2008     | 2005             | 11.           | Nilüfer Stadı                | 2.000     |
| Kocaelispor                     | İzmit      | 1966     | 2016             | 13.           | İsmetpaşa-Stadion            | 16.7500   |
| Muğlaspor                       | Muğla      | 1969     | 2016             | 13.           | Muğla Atatürk Stadı          | 7.755     |
| Payasspor                       | Payas      | 1975     | 2013             | 12.           | Payaş İlçe Stadı             | 2.000     |
| Serik Belediyespor (Aufsteiger) | Serik      | 1926     | 2018             | 01. 2         | İsmail Oğan Stadyumu         | 3.500     |
| Turgutluspor                    | Turgutlu   | 1984     | 2017             | 10.           | 7 Eylül Stadı                | 5.000     |

| 1461 Trabzon |

| Anagold 24 Erzincanspor |

| Ankara Adliyespor |

| Vereine in Istanbul: Anadolu Bağcılar SK Halide Edip Adıvar SK |

| Bayburt İl Özel İdare GS |

| Bucaspor |

| Cizrespor |

| Yeni Çorumspor |

| Diyarbekirspor |

| Fatsa Belediyespor |

| Gölcükspor |

| Karacabey Belediyespor |

| Kocaelispor |

| Muğlaspor |

| Payasspor |

| Serik Belediyespor |

| Turgutluspor |

## Abschlusstabellen

### Gruppe 1
| Pl. | Verein                   | Sp. | S  | U  | N  | Tore    | Diff. | Punkte |
| --- | ------------------------ | --- | -- | -- | -- | ------- | ----- | ------ |
| 1.  | Hekimoğlu Trabzon        | 32  | 18 | 12 | 2  | 047:170 | +30   | 66     |
| 2.  | Nazilli Belediyespor (A) | 32  | 17 | 14 | 1  | 057:270 | +30   | 65     |
| 3.  | Tire 1922 Spor           | 32  | 16 | 11 | 5  | 048:270 | +21   | 59     |
| 4.  | Nevşehirspor GK (N)      | 32  | 16 | 9  | 7  | 050:300 | +20   | 57     |
| 5.  | Ergene Velimeşe SK       | 32  | 13 | 11 | 8  | 043:330 | +10   | 50     |
| 6.  | Karaköprü Belediyespor   | 32  | 12 | 8  | 12 | 044:450 | −1    | 44     |
| 7.  | Artvin Hopaspor (N)      | 32  | 10 | 12 | 10 | 033:330 | ±0    | 42     |
| 8.  | Erbaaspor                | 32  | 9  | 13 | 10 | 035:350 | ±0    | 40     |
| 9.  | Yomraspor                | 32  | 10 | 9  | 13 | 039:460 | −7    | 39     |
| 10. | Silivrispor (A)          | 32  | 10 | 9  | 13 | 030:290 | +1    | 39     |
| 11. | Batman Petrolspor        | 32  | 10 | 8  | 14 | 036:440 | −8    | 38     |
| 12. | Şile Yıldızspor (N)      | 32  | 11 | 5  | 16 | 045:470 | −2    | 38     |
| 13. | Büyükçekmece Tepecikspor | 32  | 10 | 7  | 15 | 036:460 | −10   | 37     |
| 14. | Erzin Belediyespor       | 32  | 7  | 16 | 9  | 047:430 | +4    | 37     |
| 15. | Kozan Belediyespor       | 32  | 9  | 10 | 13 | 028:360 | −8    | 37     |
| 16. | Gebzespor (N)            | 32  | 7  | 13 | 12 | 030:380 | −8    | 34     |
| 17. | Körfez SK (A)            | 32  | 1  | 5  | 26 | 016:880 | −72   | 08     |

Platzierungskriterien: 1. Punkte – 2. Direkter Vergleich (Punkte, Tordifferenz, geschossene Tore) – 3. Tordifferenz – 4. geschossene Tore

| (A) | Absteiger aus der TFF 2. Lig 2017/18           |
| (N) | Aufsteiger aus der Bölgesel Amatör Lig 2017/18 |

### Gruppe 2
| Pl. | Verein                    | Sp. | S  | U  | N  | Tore    | Diff. | Punkte |
| --- | ------------------------- | --- | -- | -- | -- | ------- | ----- | ------ |
| 1.  | Kırşehir Belediyespor (N) | 34  | 18 | 9  | 7  | 054:380 | +16   | 63     |
| 2.  | Esenler Erokspor          | 34  | 16 | 14 | 4  | 056:300 | +26   | 62     |
| 3.  | Van BB                    | 34  | 16 | 12 | 6  | 060:270 | +33   | 60     |
| 4.  | Karşıyaka SK (A)          | 34  | 15 | 10 | 9  | 039:320 | +7    | 55     |
| 5.  | Kızılcabölükspor          | 34  | 15 | 10 | 9  | 060:390 | +21   | 55     |
| 6.  | Altindağ Belediyespor     | 34  | 14 | 12 | 8  | 046:300 | +16   | 54     |
| 7.  | Çatalcaspor               | 34  | 13 | 9  | 12 | 039:450 | −6    | 48     |
| 8.  | Pazarspor                 | 34  | 12 | 11 | 11 | 039:420 | −3    | 47     |
| 9.  | Yeni Orduspor             | 34  | 13 | 7  | 14 | 049:380 | +11   | 46     |
| 10. | Osmaniyespor FK           | 34  | 11 | 11 | 12 | 040:420 | −2    | 44     |
| 11. | Sultanbeyli Belediyespor  | 34  | 10 | 11 | 13 | 032:390 | −7    | 41     |
| 12. | Kemerspor 2003            | 34  | 12 | 7  | 15 | 036:450 | −9    | 43     |
| 13. | Düzcespor                 | 34  | 12 | 7  | 15 | 035:440 | −9    | 43     |
| 14. | Ofspor                    | 34  | 11 | 9  | 14 | 037:390 | −2    | 42     |
| 15. | Elaziz Belediyespor       | 34  | 10 | 11 | 13 | 034:500 | −16   | 41     |
| 16. | Adıyaman 1954 SK (N)      | 34  | 9  | 10 | 15 | 035:510 | −16   | 37     |
| 17. | Alibeyköy SK (N)          | 34  | 8  | 9  | 17 | 040:510 | −11   | 33     |
| 18. | Bergama Belediyespor      | 34  | 3  | 6  | 25 | 025:740 | −49   | 15     |

Platzierungskriterien: 1. Punkte – 2. Direkter Vergleich (Punkte, Tordifferenz, geschossene Tore) – 3. Tordifferenz – 4. geschossene Tore

| (A) | Absteiger aus der TFF 2. Lig 2017/18           |
| (N) | Aufsteiger aus der Bölgesel Amatör Lig 2017/18 |

### Gruppe 3
| Pl. | Verein                   | Sp. | S  | U  | N  | Tore    | Diff. | Punkte |
| --- | ------------------------ | --- | -- | -- | -- | ------- | ----- | ------ |
| 1.  | Bayburt İl Özel İdare GS | 34  | 20 | 8  | 6  | 048:220 | +26   | 68     |
| 2.  | Kocaelispor              | 34  | 17 | 7  | 10 | 040:310 | +9    | 58     |
| 3.  | Karacabey Belediyespor   | 34  | 17 | 7  | 10 | 045:400 | +5    | 58     |
| 4.  | Serik Belediyespor (N)   | 34  | 13 | 13 | 8  | 039:360 | +3    | 52     |
| 5.  | Yeni Çorumspor           | 34  | 15 | 7  | 12 | 042:320 | +10   | 52     |
| 6.  | Turgutluspor             | 34  | 14 | 7  | 13 | 049:470 | +2    | 49     |
| 7.  | Anagold 24 Erzincanspor  | 34  | 14 | 6  | 14 | 045:380 | +7    | 48     |
| 8.  | Payasspor                | 34  | 14 | 6  | 14 | 032:370 | −5    | 48     |
| 9.  | Halide Edip Adıvar SK    | 34  | 11 | 13 | 10 | 040:400 | ±0    | 46     |
| 10. | Diyarbekirspor           | 34  | 12 | 9  | 13 | 038:400 | −2    | 45     |
| 11. | Muğlaspor                | 34  | 11 | 9  | 14 | 031:330 | −2    | 42     |
| 12. | Ankara Adliyespor        | 34  | 9  | 14 | 11 | 037:350 | +2    | 41     |
| 13. | Fatsa Belediyespor (N)   | 34  | 9  | 13 | 12 | 032:360 | −4    | 40     |
| 14. | Cizrespor                | 34  | 8  | 16 | 10 | 033:390 | −6    | 40     |
| 15. | Gölcükspor               | 34  | 9  | 13 | 12 | 028:320 | −4    | 40     |
| 16. | 1461 Trabzon             | 34  | 8  | 13 | 13 | 031:390 | −8    | 37     |
| 17. | Anadolu Bağcılar SK      | 34  | 8  | 11 | 15 | 037:480 | −11   | 35     |
| 18. | Bucaspor (A)             | 34  | 6  | 10 | 18 | 035:570 | −22   | 28     |

Platzierungskriterien: 1. Punkte – 2. Direkter Vergleich (Punkte, Tordifferenz, geschossene Tore) – 3. Tordifferenz – 4. geschossene Tore

| (A) | Absteiger aus der TFF 2. Lig 2017/18           |
| (N) | Aufsteiger aus der Bölgesel Amatör Lig 2017/18 |

## Play-offs

### Gruppe 1
- Hinspiele: 10. Mai 2019
- Rückspiele: 15. Mai 2019

|                       | Gesamt |                      | Hinspiel | Rückspiel |
| --------------------- | ------ | -------------------- | -------- | --------- |
| Ergene Velimeşe SK    | 2:1    | Nazilli Belediyespor | 2:0      | 0:1       |
| Nevşehir Belediyespor | 1:0    | Tire 1922 Spor       | 0:0      | 1:0       |

Finale
| Ergene Velimeşe SK                                      | Ergene Velimeşe SK | Nevşehir Belediyespor | Nevşehir Belediyespor |
| ------------------------------------------------------- | --- | --- | --------------------- |
| Ergene Velimeşe SK                                      | \| Playoff-Finale der Gruppe 1 \| \| 23. Mai 2019 um 16:00 Uhr in Kocaeli (Kocaeli Stadyumu) \| \| Ergebnis: 1:0 (1:0) \| \| Schiedsrichter: Tugay Kaan Numanoğlu \| \| Spielbericht \|                                                                            | \| Playoff-Finale der Gruppe 1 \| \| 23. Mai 2019 um 16:00 Uhr in Kocaeli (Kocaeli Stadyumu) \| \| Ergebnis: 1:0 (1:0) \| \| Schiedsrichter: Tugay Kaan Numanoğlu \| \| Spielbericht \|                                                                                                   | Nevşehir Belediyespor |
| Ergene Velimeşe SK                                      | Emre Yilmaz – Alişan Ural, Rıdvan Türker, Emre Karadağ, Baran Işık – Ibrahim Fatih Dilek (90.+7' Ali Serin), Burkan Arman (90.+5' Furkan Zengin), Ali Emre Erhal, Muhammet Raşit Yöndem – Erçağ Evirgen, Emin Soğuk, Onat Kutay Kurt Cheftrainer: Rasim Destanoğlu | Onur Behiç Özalgan – Saffet Gurur Yazar, Muhammed Serdar Yazıcı (31. Naci Bayraktaroğlu), Hayrettin Cengiz, Can Morgül – Burak Özsoy, Doğancan Aynacı (64. Abuzer Gaffar Toplu), Tunç Murat Behram, Uğur Durmuş (76. Emre Fırtına), Melih Gökçek – Ömer Gür Cheftrainer: Bülent Topuzoğlu | Nevşehir Belediyespor |
| Ergene Velimeşe SK                                      | 1:0 Hayrettin Cengiz (8., Eigentor) | | Nevşehir Belediyespor |
| Ergene Velimeşe SK                                      | Muhammet Raşit Yöndem (36.), Baran Işık (65.), Emre Karadağ (71.), Emre Yilmaz (80.) | Tunç Murat Behram (54.), Saffet Gurur Yazar (68.), Abuzer Gaffar Toplu (90.+1') | Nevşehir Belediyespor |
| Ergene Velimeşe SK                                      | Ergene Velimeşe SK ist durch diesen Sieg in die TFF 2. Lig aufgestiegen | | Nevşehir Belediyespor |
| Playoff-Finale der Gruppe 1                             | | |                       |
| 23. Mai 2019 um 16:00 Uhr in Kocaeli (Kocaeli Stadyumu) | | |                       |
| Ergebnis: 1:0 (1:0)                                     | | |                       |
| Schiedsrichter: Tugay Kaan Numanoğlu                    | | |                       |
| Spielbericht                                            | | |                       |

### Gruppe 2
- Hinspiele: 10. Mai 2019
- Rückspiele: 15. Mai 2019

|                  | Gesamt |                    | Hinspiel | Rückspiel |
| ---------------- | ------ | ------------------ | -------- | --------- |
| Kızılcabölükspor | 1:6    | Kasımpaşa Erokspor | 1:3      | 0:3       |
| Karşıyaka SK     | 1:2    | Van BB             | 0:0      | 1:2       |

Finale
| Kasımpaşa Erokspor                                     | Kasımpaşa Erokspor | Van BB | Van BB |
| ------------------------------------------------------ | --- | --- | ------ |
| Kasımpaşa Erokspor                                     | \| Playoff-Finale der Gruppe 2 \| \| 24. Mai 2019 um 15:00 Uhr in Ankara (Eryaman Stadyumu) \| \| Ergebnis: 1:2 (0:1) \| \| Schiedsrichter: Arda Kardeşler \| \| Spielbericht \|                                                                                     | \| Playoff-Finale der Gruppe 2 \| \| 24. Mai 2019 um 15:00 Uhr in Ankara (Eryaman Stadyumu) \| \| Ergebnis: 1:2 (0:1) \| \| Schiedsrichter: Arda Kardeşler \| \| Spielbericht \|                                                                   | Van BB |
| Kasımpaşa Erokspor                                     | Mehmet Doğan – Erhan Karayer, Rahmi Muhammet Akyazı, Sinan Morgil, Muharrem Öner – Efe Can Çölbekler (89. Celal Çirpanli), Berat Satılmış, Melih Kabasakal, Alper Karaman (46. Halil Çelik) – Sefa Durmuş (75. Eray Pazar), Şahin Fıstıkcı Cheftrainer: Hikmet Sevim | Salih Şenbaş – Samet Cantürk, Yakup Demir (89. Burçak Özkanca), Bartş Gök, Serdar Cansu – Bariş Sağır, Emrah Tacir (70. Emre Toptan), Soner Birinci, Güney Tutcuoğlu (74. Umut Koray Öz), Oktay Aydin – Batuhan Er Cheftrainer: Hasan Erkin Şimşir | Van BB |
| Kasımpaşa Erokspor                                     | 1:1 Efe Can Çölbekler (76.) | 0:1 Batuhan Er (12.) 1:2 Batuhan Er (88., Foulelfmeter) | Van BB |
| Kasımpaşa Erokspor                                     | Muharrem Öner (38.), Halil Çelik (67.), Özgün Ali Köklü (79.), Mehmet Doğan (87.), | Serdar Cansu (37.), Güney Tutcuoğlu (67.), Salih Şenbaş (78.), Batuhan Er (89.) | Van BB |
| Kasımpaşa Erokspor                                     | Van BB ist durch diesen Sieg in die TFF 2. Lig aufgestiegen. | | Van BB |
| Playoff-Finale der Gruppe 2                            | | |        |
| 24. Mai 2019 um 15:00 Uhr in Ankara (Eryaman Stadyumu) | | |        |
| Ergebnis: 1:2 (0:1)                                    | | |        |
| Schiedsrichter: Arda Kardeşler                         | | |        |
| Spielbericht                                           | | |        |

### Gruppe 3
- Hinspiele: 10. Mai 2019
- Rückspiele: 15. Mai 2019

|                    | Gesamt |                        | Hinspiel | Rückspiel |
| ------------------ | ------ | ---------------------- | -------- | --------- |
| Yeni Çorumspor     | 3:1    | Kocaelispor            | 0:1      | 3:0       |
| Serik Belediyespor | 5:2    | Karacabey Belediyespor | 1:0      | 4:2       |

Finale
| Yeni Çorumspor                                                | Yeni Çorumspor | Serik Belediyespor | Serik Belediyespor |
| ------------------------------------------------------------- | --- | --- | ------------------ |
| Yeni Çorumspor                                                | \| Playoff-Finale der Gruppe 3 \| \| 24. Mai 2019 um 19:45 Uhr in Adana (5 Ocak Fatih Terim Stadı) \| \| Ergebnis: 1:1 n. V. (1:1, 1:1), 4:2 i. E. \| \| Schiedsrichter: Volkan Bayarslan \| \| Spielbericht \|                                                                        | \| Playoff-Finale der Gruppe 3 \| \| 24. Mai 2019 um 19:45 Uhr in Adana (5 Ocak Fatih Terim Stadı) \| \| Ergebnis: 1:1 n. V. (1:1, 1:1), 4:2 i. E. \| \| Schiedsrichter: Volkan Bayarslan \| \| Spielbericht \|                      | Serik Belediyespor |
| Yeni Çorumspor                                                | Onur Tekin – Osman Bodur (56. Kemal Kazan), Mert Ilıman (91. Bariş Çiçek), Mümin Talip Pazarlı, Eşref Korkmazoğlu – Ertuğrul Sancaktutan, Batuhan Demirel (81. Kaan Güdü), Mikail Albayrak (106. Ferdi Konak), Volkan Serim – Muhammet Fettahoğlu, Yakup Alkan Cheftrainer: Bahri Kaya | Orkun Özdemir – Kaan Dorak, Erdal Pekdemir, Atakan Canğöz, Taner Kahriman – Burçin Yüksel, Erdi Taşkent (94. Arda Kürşat Kaya), Sinan Kalaycı, Ahmet Teker – Sertaç Gökaltın (103. Samet Alp), Alican Tez Cheftrainer: Mehmet Şansal | Serik Belediyespor |
| Yeni Çorumspor                                                | 1:1 Mikail Albayrak (15.) | 0:1 Erdi Taşkent (8.) | Serik Belediyespor |
| Yeni Çorumspor                                                | Elfmeterschießen | | Serik Belediyespor |
| Yeni Çorumspor                                                | 1:0 Bariş Çiçek 2:1 Volkan Serim Kaan Güdü 3:2 Ertuğrul Sancaktutan 4:2 Yakup Alkan | 1:1 Alican Tez 2:2 Atakan Canğöz Samet Alp Arda Kürşat Kaya | Serik Belediyespor |
| Yeni Çorumspor                                                | Mümin Talip Pazarlı (72.), Eşref Korkmazoğlu (82.), Ertuğrul Sancaktutan (90.+2') | Taner Kahriman (27.), Alican Tez (88.) | Serik Belediyespor |
| Yeni Çorumspor                                                | Eşref Korkmazoğlu (105.+2') | | Serik Belediyespor |
| Yeni Çorumspor                                                | Yeni Çorumspor ist durch diesen Sieg in die TFF 2. Lig aufgestiegen | | Serik Belediyespor |
| Playoff-Finale der Gruppe 3                                   | | |                    |
| 24. Mai 2019 um 19:45 Uhr in Adana (5 Ocak Fatih Terim Stadı) | | |                    |
| Ergebnis: 1:1 n. V. (1:1, 1:1), 4:2 i. E.                     | | |                    |
| Schiedsrichter: Volkan Bayarslan                              | | |                    |
| Spielbericht                                                  | | |                    |